# Gare de Boortmeerbeek
La gare de Boortmeerbeek est une gare ferroviaire belge de la ligne 53, de Schellebelle à Louvain, située sur le territoire de la commune de Boortmeerbeek, dans la province du Brabant flamand en région flamande.
Elle est mise en service en 1859 par l'administration des chemins de fer de l'État belge. C'est un arrêt sans personnel de la Société nationale des chemins de fer belges (SNCB) desservie par des trains InterCity (IC), Omnibus (L) et d'Heure de pointe (P).

## Situation ferroviaire
Établie à 9 m d'altitude, la gare de Boortmeerbeek est située au point kilométrique (PK) 48,428 de la Ligne 53, de Schellebelle à Louvain, entre les gares ouvertes de Hever et de Haacht.

## Histoire
La « station de Hever » est mise en service le 13 février 1859 par l'administration des chemins de fer de l'État belge. En août 1860, la construction d'un bâtiment des recettes et des dépendances est mis en adjudication. Ce bâtiment est édifié afin de remplacer les installations provisoires.
La gare d'origine est détruite dans les années 1970[réf. nécessaire] au profit d'un bâtiment fonctionnel, à toit plat. Ce bâtiment est désormais fermé aux voyageurs.

## Service des voyageurs

### Accueil
Halte SNCB, c'est un point d'arrêt non géré (PANG) à accès libre.
La traversée des voies et le passage d'un quai à l'autre s'effectuent par le passage à niveau routier.

### Desserte
Boortmeerbeek est desservie par des trains InterCity (IC), Omnibus (L) et d'Heure de pointe (P) de la SNCB qui effectuent des missions sur la ligne commerciale 53 (Louvain - Malines) (voir brochure SNCB).
En semaine, la desserte comprend :
- des trains IC-21 à arrêts fréquents entre Louvain et Gand-Saint-Pierre via Malines et Termonde ;
- des trains L entre Louvain et Saint-Nicolas ;
- deux trains P de Louvain à Malines (le matin) ;
- deux trains P de Termonde à Louvain et un de Louvain à Termonde (le matin) ;
- un unique train P de Saint-Nicolas à Louvain (le matin) et un autre (dans le même sens) l’après-midi ;
- un unique train P de Malines à Louvain (l’après-midi) ;
- deux trains P de Louvain à Termonde et un train de Termonde à Louvain (l’après-midi).

Les week-ends et jours fériés, seuls circulent des trains IC-21 reliant Louvain et Malines.

### Intermodalité
Un parc pour les vélos et un parking pour les véhicules y sont aménagés.

## Comptage voyageurs
Ce graphique et tableau montre le nombre de voyageurs embarquant en moyenne durant la semaine, le samedi et le dimanche.
| Nombre de passagers qui embarquent à la gare de Boortmeerbeek | Nombre de passagers qui embarquent à la gare de Boortmeerbeek | Nombre de passagers qui embarquent à la gare de Boortmeerbeek | Nombre de passagers qui embarquent à la gare de Boortmeerbeek |
|                                                               | Semaine                                                       | Samedi                                                        | Dimanche                                                      |
| ------------------------------------------------------------- | ------------------------------------------------------------- | ------------------------------------------------------------- | ------------------------------------------------------------- |
| 1977                                                          | 251                                                           | 29                                                            | 18                                                            |
| 1978                                                          | 316                                                           | 29                                                            | 22                                                            |
| 1979                                                          | 325                                                           | 32                                                            | 36                                                            |
| 1980                                                          | 329                                                           | 59                                                            | 21                                                            |
| 1981                                                          | 308                                                           | 37                                                            | 38                                                            |
| 1982                                                          | 381                                                           | 49                                                            | 22                                                            |
| 1983                                                          | 292                                                           | 59                                                            | 32                                                            |
| 1984                                                          | 313                                                           | 44                                                            | 17                                                            |
| 1985                                                          | 297                                                           | 35                                                            | 36                                                            |
| 1986                                                          | 162                                                           | 41                                                            | 22                                                            |
| 1987                                                          | 153                                                           | 43                                                            | 26                                                            |
| 1988                                                          | 293                                                           | 41                                                            | 42                                                            |
| 1989                                                          | 268                                                           | 45                                                            | 23                                                            |
| 1990                                                          | 307                                                           | 40                                                            | 39                                                            |
| 1991                                                          | 238                                                           | 45                                                            | 32                                                            |
| 1992                                                          | 265                                                           | 38                                                            | 33                                                            |
| 1993                                                          | 221                                                           | 46                                                            | 28                                                            |
| 1994                                                          | 252                                                           | 62                                                            | 54                                                            |
| 1995                                                          | 244                                                           | 70                                                            | 77                                                            |
| 1996                                                          | 277                                                           | 70                                                            | 103                                                           |
| 1997                                                          | 253                                                           | 79                                                            | 73                                                            |
| 1998                                                          | 276                                                           | 96                                                            | 72                                                            |
| 1999                                                          | 261                                                           | 74                                                            | 76                                                            |
| 2000                                                          | 280                                                           | 82                                                            | 48                                                            |
| 2001                                                          | 294                                                           | 74                                                            | 72                                                            |
| 2002                                                          | 261                                                           | 72                                                            | 96                                                            |
| 2003                                                          | 229                                                           | 86                                                            | 106                                                           |
| 2004                                                          | 253                                                           | 116                                                           | 98                                                            |
| 2005                                                          | 259                                                           | 90                                                            | 81                                                            |
| 2006                                                          | 302                                                           | 114                                                           | 166                                                           |
| 2007                                                          | 335                                                           | 102                                                           | 105                                                           |
| 2008                                                          | -                                                             | -                                                             | -                                                             |
| 2009                                                          | 488                                                           | 113                                                           | 99                                                            |
| 2010                                                          | -                                                             | -                                                             | -                                                             |
| 2011                                                          | -                                                             | -                                                             | -                                                             |
| 2012                                                          | 612                                                           | 164                                                           | 142                                                           |
| 2013                                                          | 597                                                           | 154                                                           | 131                                                           |
| 2014                                                          | 651                                                           | 138                                                           | 134                                                           |
| 2015                                                          | 539                                                           | 104                                                           | 129                                                           |
| 2016                                                          | 578                                                           | -                                                             | 46                                                            |
| 2017                                                          | 583                                                           | 128                                                           | 137                                                           |
| 2018                                                          | 603                                                           | 193                                                           | 211                                                           |
| 2019                                                          | 604                                                           | 196                                                           | 185                                                           |
| 2020                                                          | 333                                                           | 63                                                            | 61                                                            |
| 2021                                                          | -                                                             | -                                                             | -                                                             |
| 2022                                                          | 677                                                           | 209                                                           | 187                                                           |
| 2023                                                          | 614                                                           | 189                                                           | 218                                                           |
| 2024                                                          | 569                                                           | 193                                                           | 157                                                           |